# Bathyphylax bombifrons
Bathyphylax bombifrons és una espècie de peix de la família dels triacantòdids i de l'ordre dels tetraodontiformes.

## Morfologia
- Els mascles poden assolir 9,3 cm de longitud total.[4][5]

## Hàbitat
És un peix marí i d'aigües profundes que viu entre 600-615 m de fondària.

## Distribució geogràfica
Es troba a Kenya, Hong Kong i el Mar de la Xina Meridional.

## Observacions
És inofensiu per als humans.